# Prnjavor Čuntićki
Prnjavor Čuntićki falu Horvátországban, Sziszek-Monoszló megyében. Közigazgatásilag Petrinyához tartozik. 

## Fekvése
Sziszek városától légvonalban 17, közúton 28 km-re délnyugatra, községközpontjától légvonalban 10, közúton 13 km-re délre a Báni végvidék középső részén, a Zrinyi-hegység északi részén, a Petrinjčica-patak bal partján, a Vojnović-patak torkolatánál, Dragotinci és Hrvatski Čuntić között fekszik.

## Története
Neve a délszláv nyelvekben gyakori helynévből származik, mely kolostor birtokán fekvő települést jelöl. Prnjavor területén valószínűleg már a középkorban is volt település. Erre utal a Kapela nevű helyen található középkori templomrom. A középkori település pusztulásának körülményei nem ismertek, de a török a 16. század második felében az egész térséget megszállta.1683 és 1699 között a felszabadító harcokban a keresztény seregek kiűzték a térségből a törököt és a török határ az Una folyóhoz került vissza. 1697 körül a török uralom alatt maradt Boszniából és a Banovina más részeiről előbb horvát katolikus, majd a 18. században több hullámban Közép-Boszniából, főként a Kozara-hegység területéről és a Sana-medencéből pravoszláv szerb családok települtek le itt. Az újonnan érkezettek szabadságjogokat kaptak, de ennek fejében határőr szolgálattal tartoztak. El kellett látniuk a várak, őrhelyek őrzését és részt kellett venniük a hadjáratokban. 1696-ban a szábor a bánt tette meg a Kulpa és az Una közötti határvédő erők parancsnokává, melyet hosszas huzavona után 1704-ben a bécsi udvar is elfogadott. Ezzel létrejött a Báni végvidék (horvátul Banovina), mely katonai határőrvidék része lett. 1745-ben megalakult a Petrinya központú második báni ezred, melynek fennhatósága alá ez a vidék is tartozott. 
A Boszniából érkezett katolikus lakossággal együtt ferences atyák érkeztek, akik 1694-ben felépítették a čuntići plébániatemplomot, majd 1697-ben a ferences kolostort is. Prnjavor a kolostor birtokán keletkezett a 18. században. A katonai határőrvidék megszűnése után Zágráb vármegye Petrinyai járásának része volt. 1857-ben 178, 1910-ben 255 lakosa volt. A 20. század első éveiben a kilátástalan gazdasági helyzet miatt sokan vándoroltak ki a tengerentúlra. 1918-ban az új szerb-horvát-szlovén állam, majd később Jugoszlávia része lett. A II. világháború idején a Független Horvát Állam része volt. A háború után a béke időszaka köszöntött a településre. Enyhült a szegénység és sok ember talált munkát a közeli városokban. A délszláv háború előestéjén lakosságának 95%-a horvát nemzetiségű volt. A falu 1991. június 25-én a független Horvátország része lett. Megszállták a szerb csapatok és a Krajinai Szerb Köztársasághoz csatolták. A horvát lakosságot elűzték, házaikat felgyújtották. Egyetlen ép épület sem maradt a településen. A falut 1995. augusztus 6-án a Vihar hadművelettel foglalta vissza a horvát hadsereg. A szerb lakosság többsége elmenekült. 2011-ben 79 lakosa volt.

## Népesség
| Lakosság változása | Lakosság változása | Lakosság változása | Lakosság változása | Lakosság változása | Lakosság változása | Lakosság változása | Lakosság változása | Lakosság változása | Lakosság változása | Lakosság változása | Lakosság változása | Lakosság változása | Lakosság változása | Lakosság változása | Lakosság változása |
| ------------------ | ------------------ | ------------------ | ------------------ | ------------------ | ------------------ | ------------------ | ------------------ | ------------------ | ------------------ | ------------------ | ------------------ | ------------------ | ------------------ | ------------------ | ------------------ |
| 1857               | 1869               | 1880               | 1890               | 1900               | 1910               | 1921               | 1931               | 1948               | 1953               | 1961               | 1971               | 1981               | 1991               | 2001               | 2011               |
| 178                | 195                | 193                | 256                | 286                | 255                | 298                | 345                | 317                | 313                | 303                | 289                | 244                | 224                | 118                | 79                 |

## Nevezetességei
- Az Angyalok Királynője tiszteletére szentelt kápolnája a délszláv háború után épült. Búcsúnapja augusztus 2. a ferences rend egyik legnagyobb ünnepnapja, a Porcijunkulai Szűzanya ünnepe.

- A Kramarevac-forrást 1839-ben építették ki.

- A Kapela nevű helyen a középkorban templom állt.